# أبريمون (الأردين)
أبريمون هي بلدية فرنسية تقع في إقليم الأردين في منطقة غراند إيست.   